# Buckower Rinne
Die Buckower Rinne, auch Löcknitz/Stöbber-Rinne, zwischen dem Oderbruch und der Spree knapp östlich von Berlin ist eine der glazialen Schmelzwasserrinnen sehr unterschiedlicher Entstehung, die sich in den letzten beiden Phasen der Weichsel-Eiszeit zwischen dem von Toteis gefüllten Oderbruch und dem Berliner Urstromtal (heutiges Spreetal) herausgebildet haben. Weitere sind der Gamengrund weiter westlich und weniger tiefe, wie etwa die Platkow-Kersdorfer Rinne, weiter östlich. Die Buckower Rinne als breiteste trennt die Barnimplatte von der Lebuser Platte.

## Heutige Gewässer
In dem Rotes Luch genannten Feuchtgebiet im Scheitelbereich der Rinne gibt es eine Pseudobifurkation, aus der die Stöbber nordostwärts zur Alten Oder fließt, der Stöbberbach südwestwärts zur Löcknitz, die im Dämeritzsee, wenige Kilometer östlich der Berliner Stadtgrenze, in die Spree mündet und damit zum Flusssystem der Elbe gehört.

## Entstehung
Diese Rinne entwässerte als kleines Urstromtal Schmelzwasser vom Mohriner Sander der Pommerschen Eisrandlage nach Südwesten über eine Plombe aus Toteis, die das Oderbruch füllte, hinweg zum Berliner Urstromtal. Nachdem die große Eiskalotte über der heutigen Ostsee so weit abgeschmolzen war, dass das Schmelzwasser von ihrem Rand durch das Randow-Urstromtal abfließen konnte, bildete sich im Hang über dem Oderbruch eine gegenläufige Klinge. Diese bewirkte allerdings längst nicht die – potenziell mögliche – Anzapfung der Spree im Berliner Urstromtal, weil die Eintiefung bisher nur bis Waldsieversdorf reicht. Die Wasserscheide liegt mit 46,3 m ü. NHN heute mehr als 10 Höhenmeter über dem der Spree (35,1 m ü. NHN bei Mönchwinkel und 32,7 m ü. NHN im Dämeritzsee).
Das Schmelzwasser von den Toteismassen des Buckower Kessels strömte nunmehr nach Nordosten und prägten das heutige, zwischen den Höhen der Endmoränen tief ausgewaschene Stobbertal aus. Durch Toteisblöcke entstanden teils oberflächlich abflusslose Senken, in denen sich Seen wie der Schermützelsee bildeten. Die ursprüngliche Kastentalgestalt und Fließrichtung der Buckower Rinne ist nur noch westlich des Scheitelbereichs erhalten, der auch als Buckower Pforte bezeichnet wird.

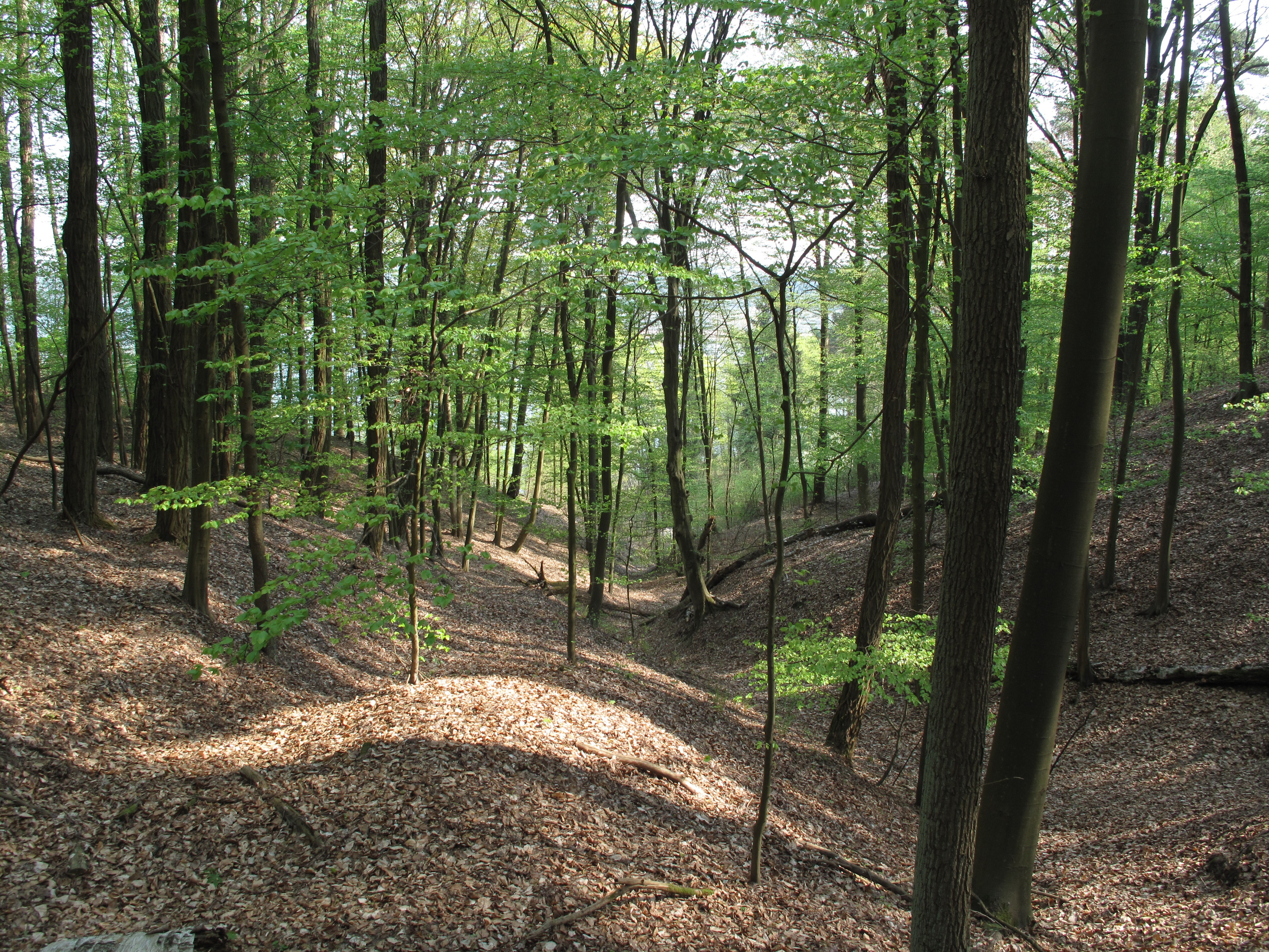
Märkische Schweiz am nordöstlichen Teil
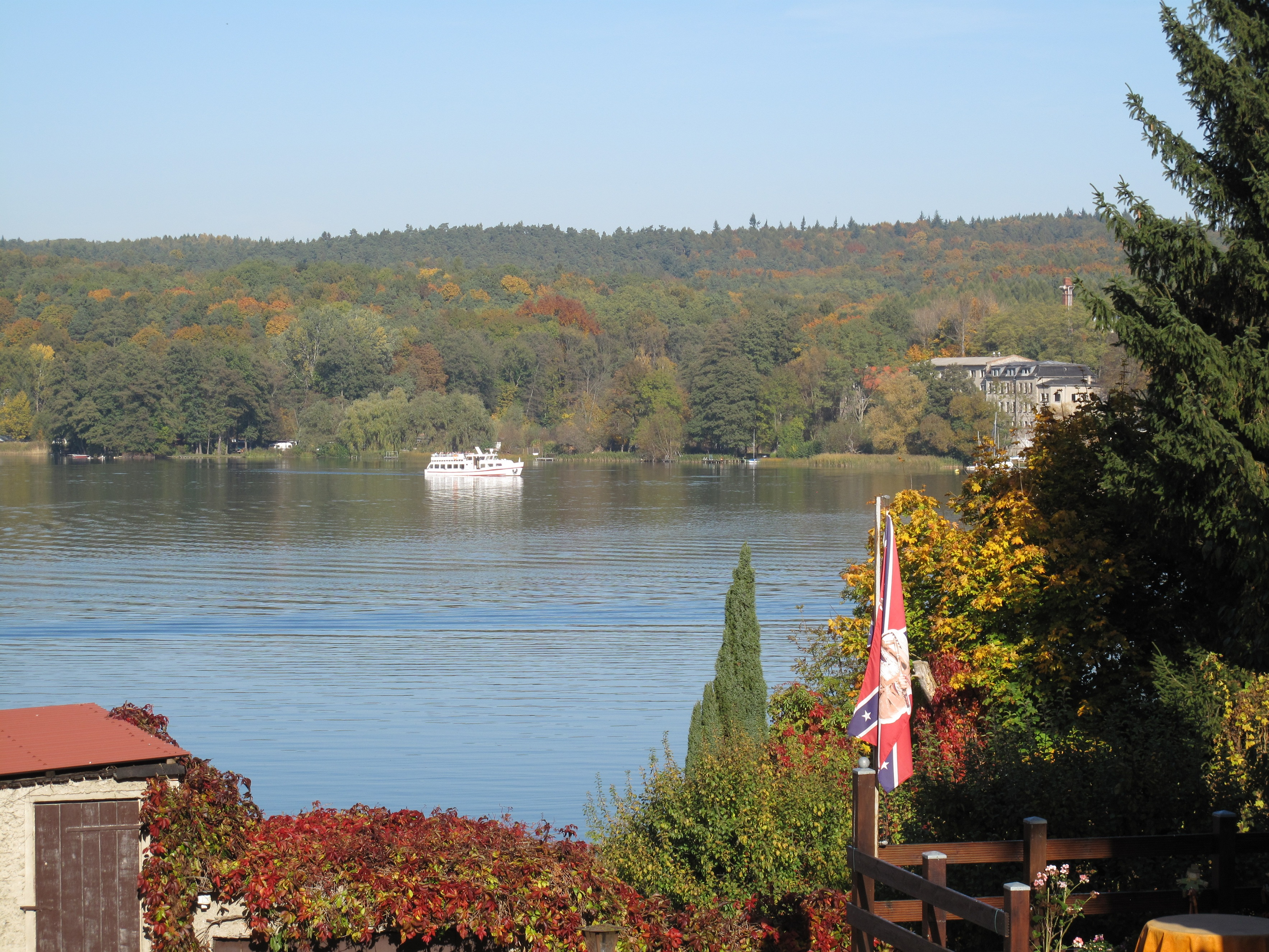
Schermützelsee in der märkischen Schweiz
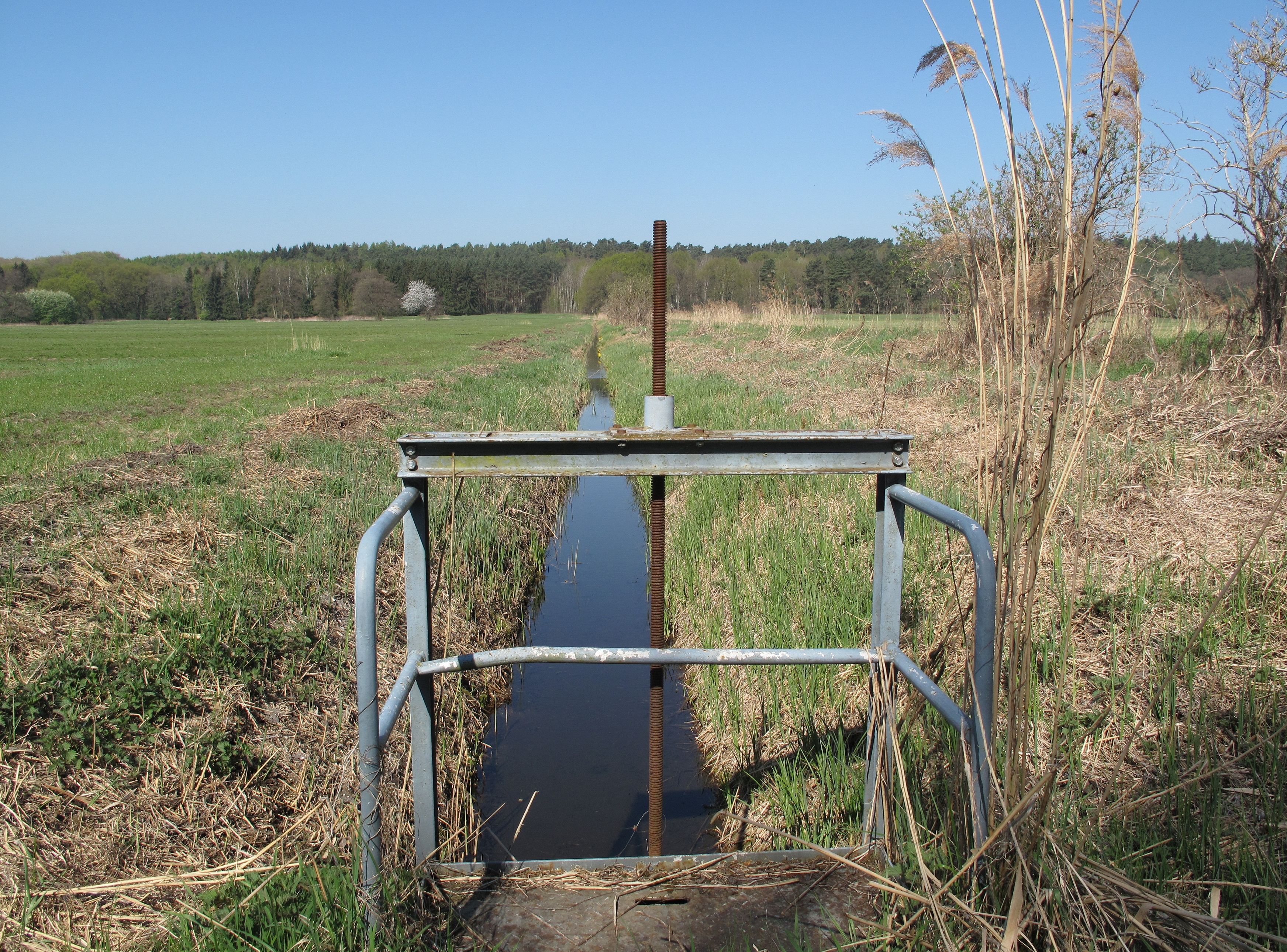
Rotes Luch im Scheitelbereich
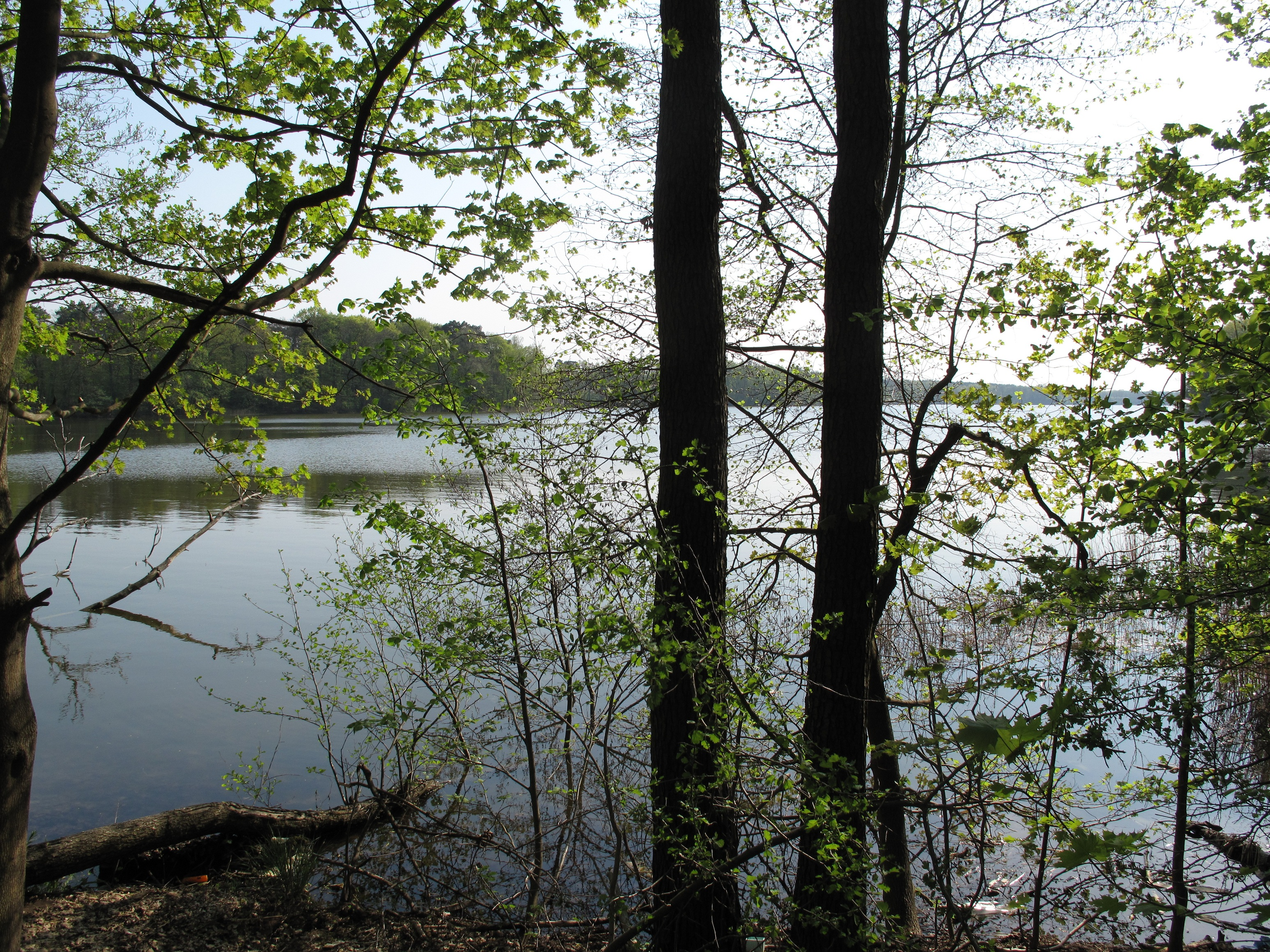
Liebenberger See im südwestlichen Teil

## Tourismus
Ein besonders eindrucksvolles Landschaftsrelief mit Taleinschnitten und mit Seen gefüllten Mulden hat sich nordöstlich des Scheitelbereichs ergeben. Es ist als die Märkische Schweiz bekannt.

## Belege
1. ↑  Dierk Heerwagen: Unterwegs im Naturpark Märkische Schweiz. …. S. 7.
2. ↑  BB-Viewer: DTK50, Wasserspiegel im Scheitelbereich der Pseudobifurkation Stöbber/Stöbberbach (Memento des Originals vom 10. August 2018 im Internet Archive)  Info: Der Archivlink wurde automatisch eingesetzt und noch nicht geprüft. Bitte prüfe Original- und Archivlink gemäß Anleitung und entferne dann diesen Hinweis.
3. ↑  Claus Dalchow, Joachim Kiesel: Die Oder greift ins Elbegebiet – Spannungsverhältnisse und Sollbruchstellen zwischen zwei Flussgebieten. (Memento des Originals vom 11. Juni 2016 im Internet Archive)  Info: Der Archivlink wurde automatisch eingesetzt und noch nicht geprüft. Bitte prüfe Original- und Archivlink gemäß Anleitung und entferne dann diesen Hinweis. (PDF; 2,9 MB). In: Landesamt für Bergbau, Geologie und Rohstoffe Brandenburg (Hrsg.): Brandenburgische Geowissenschaftliche Beiträge. Heft 1/2. Kleinmachnow 2005, S. 81, ISSN 0947-1995.
4. ↑  LAG Märkische Schweiz e. V.: Naturraum Märkische Schweiz.